# Black Axe
Black Axe (Černá sekyra) je nábožensko-kriminální kult, který vznikl v Nigérii roku 1977. Kultisté – jak se členové nazývají – se prezentují zvláště brutálními násilnými činy, vraždami a terorem. Významně na sebe upozornili v roce 1999 při masakru na univerzitě Obafemi Awolowo v Nigérii. Kult vznikl vyčleněním z hnutí Neo-Black Movement, které se zrodilo na nigerijských univerzitách jako hnutí černého obrození navazující na antikoloniální boj.
V osmdesátých a devadesátých letech se z kultu Black Axe vytratila osvobozenecká ideologie a kult se transformoval v násilnou organizaci cílící na nezákonně dosahovaný finanční zisk. Ovšem ne všichni členové Black Axe jsou kriminálníci a násilníci, někteří stále sledují myšlenku černého obrození a revitalizace tradičních náboženství. Znak Black Axe představuje černou sekyru, která přetíná řetěz, jenž poutá černé ruce – barvy kultu jsou černá a žlutá.

## Základní informace

### Hierarchie kultu
Kultisté, jejichž posláním je ochrana kultu, pomsta a vraždění, se nazývají řezníci – bývají vybaveni střelnými zbraněmi. V hierarchii nad nimi se nacházejí tzv. velekneží. Kultisté, zabývající se špionáží, se nazývají oči. Dříve byla známa množina plačců, kteří zveřejňovali informace a starali se o ideologii. Člen kultu Black Axe je v Nigérii nazýván Axeman nebo kultista.
Členové kultu při iniciaci přísahají bohu Korofovi – sami jej nazývají „neviděný bůh Korofo“. Během iniciace jsou iniciovaní biti i mučeni. Brutálními technikami se zavazují k loajalitě kultu. Na závěr iniciace položí velekněz iniciovanému sekyru na hlavu a přidělí mu jméno: často některého z velkých historických bojovníků proti kolonialistům.
Řezníci se otevřeně hlásí k uctívání Korofa a tvrdí, že je při násilí a vraždění přímo vede. Někdy se zaštiťují i dalšími tradičními nigerijskými náboženstvími – zejména juju – a odvolávají se na předky i boj proti vnější nadvládě.

### Současná situace
V dnešní Nigérii existují také hnutí domobrany bojující pro kultistům Black Axe. Nejmocnější je hnutí Onyabo, které se specializuje na vyhledávání členů Black Axe. Předáci těchto domobran často před akcí konají náboženský rituál, volají na pomoc předky, prosí o jejich sílu a podporu a žehnají se. Do akce také nosí ochranné amulety.
Black Axe organizuje mezinárodní internetové podvody – také v našem prostředí známé emailové podvody s falešnými vdovami, právníky, dědictvím atd. –, nájemné vraždy, padělání dokladů, obchod s lidmi, mezinárodní obchod s drogami a celou řadu dalších kriminálních činností. Spirituálně jim v tom pomáhají také nigerijští čarodějové juju.